# 鬱 (アルバム)
『鬱』（うつ、A Momentary Lapse of Reason）は、1987年に発表されたピンク・フロイドのアルバム。ロジャー・ウォーターズ脱退とバンド再始動をめぐる裁判を経て発売された。新生フロイドの第一弾アルバムとして、大きな注目を集めた作品である。邦題表記は2009年スペシャルプライス盤から『モメンタリー・ラプス・オブ・リーズン』に変更された。原題の意味は「一時的な理性喪失」。

## 活動再開までの道
前作『ファイナル・カット』発表後の1985年、ウォーターズが正式にピンク・フロイドを脱退。デヴィッド・ギルモアとニック・メイスンはバンドの存続を表明。新作のレコーディングに入ることを発表した。
しかし、自分自身こそがピンク・フロイドであると考えていたウォーターズはそのことを認めず、「ピンク・フロイド」という名称を使用しないよう訴え、裁判を起こした。結局は、フロイド側がウォーターズ側に対して使用料を支払うこと、『ザ・ウォール』の権利をウォーターズ側が独占的に保有することなどを条件として和解し、ギルモア主導の形でピンク・フロイドが始動することになった。

## アルバム概要
ピンク・フロイド名義ではあるが、多くのサポート・ミュージシャンが参加して制作された。主な顔ぶれは、トニー・レヴィン（ベース）、カーマイン・アピス（ドラム）、ジム・ケルトナー（ドラム）などである。それまでの大作主義やコンセプト思考は捨て、いずれもコンパクトな楽曲が並んでいる。音楽的には1970年代のようなプログレッシブ・ロックへのアプローチを主体とするが、同時代的なサウンドとの折衷もみられる。また、プロデューサーとして名を連ねているボブ・エズリンと『ザ・ウォール』（1979年）以来のタッグを組んでおり、新生フロイドのサウンド・メイキングに貢献している。
作詞を担当していたウォーターズがいなくなり、バンドのリーダーとなったギルモアが詞も書くことになったが、それまで詞をあまり書いてこなかったので大いに苦労したという。作詞に関してはロジャーに似たシニカルで批判的な詩作を行うアンソニー・ムーア（元スラップ・ハッピー）の協力を仰ぐことで解決した。
この時点ではデヴィッド・ギルモアとニック・メイスンの2人がバンドの正式なメンバーだった。リチャード・ライトはサポート・ミュージシャン名義でツアーに参加している。当時は否定したものの、後にギルモアは当時メイスンとライトはレコーディングではほとんど演奏しておらず、自分と参加したミュージシャンの演奏によるものだと認めている。

## アルバム・ジャケット
このアルバムからストーム・ソーガソン（ヒプノシス）がピンク・フロイドのジャケット・デザインに復帰。ジャケットの「ベッドの川」は、CGではなく実際に700以上のベッドをイギリスのデボン州ソーントン・サンドの海岸に並べたものである。
ソーガソンによると、ようやく大量のベッドを並び終えたと思ったら雨が降り出し、慌ててベッドを回収して、もう一度並べ直すはめになったという。このときのことを振り返り「悪夢だったよ」と話している。

## 評価
ギルモア主導のフロイドに対して、ロジャー・ウォーターズはこのアルバムを「非常に精巧に作られたピンク・フロイドの贋作」と切り捨てた。ローリング・ストーン誌など、否定的に捉えるメディアも多かった。
しかし、アルバムは全英・全米3位という大ヒットを記録した。アルバム発表後のワールド・ツアーも成功を収め（後にライブ盤とビデオも発売）、好評だったことから追加公演が決定し、1989年までロング・ツアーを行った。また、1988年には3度目の来日公演を果たしている。現在のところ、ピンク・フロイドとしては最後の日本公演となっている。

## 収録トラック
| #         | タイトル                                            | 作詞・作曲                   | 時間  |
| --------- | --------------------------------------------------- | ---------------------------- | ----- |
| 1.        | 「生命の動向（Signs Of Life）」(Instrumental)       | Gilmour、Ezrin               | 4:23  |
| 2.        | 「幻の翼（Learning To Fly）」                       | Gilmour、Moore、Ezrin、Carin | 4:52  |
| 3.        | 「戦争の犬たち（The Dogs Of War）」                 | Gilmour、Moore               | 6:03  |
| 4.        | 「理性喪失（One Slip）」(Instrumental)              | Gilmour、Manzanera           | 5:08  |
| 5.        | 「現実との差異（On The Turning Away）」             | Gilmour、Moore               | 5:41  |
| 6.        | 「空虚なスクリーン（Yet Another Movie）」           | Gilmour、Leonard             | 6:13  |
| 7.        | 「輪転（Round And Around）」                        | Gilmour                      | 1:13  |
| 8.        | 「ニュー・マシーン PART 1（A New Machine Part 1）」 | Gilmour                      | 1:45  |
| 9.        | 「末梢神経の凍結（Terminal Frost）」                | Gilmour                      | 6:15  |
| 10.       | 「ニュー・マシーン PART 2（A New Machine Part 2）」 | Gilmour                      | 0:39  |
| 11.       | 「時のない世界（Sorrow）」                          | Gilmour                      | 8:46  |
| 合計時間: | 合計時間:                                           | 合計時間:                    | 51:03 |